# Zbigniew Piechowiak
Zbigniew Piechowiak (ur. 1934, zm. 2021) – polski prawnik, filozof prawa, doktor habilitowany.

## Życiorys
Był profesorem nauk prawnych i doktorem habilitowanym nauk humanistycznych w zakresie filozofii. Wykładał też na Uniwersytecie im. Adama Mickiewicza w Poznaniu i był pracownikiem Sądu Wojewódzkiego w Poznaniu, jak również profesorem Wyższej Szkoły Humanistycznej w Koszalinie i Żarach i członkiem senatu Łużyckiej Szkoły Wyższej w Żarach.
Został pochowany 14 czerwca 2021 w grobie rodzinnym na cmentarzu parafialnym św. Jana Vianneya w Poznaniu.